# Equally Destructive
Equally Destructive – singel DVD grupy After Forever wydany w 2007 roku. Jest to ostatnie wydawnictwo w karierze zespołu.

## Lista utworów
1. "Equally Destructive Music Video"
2. "Discord Music Video"
3. "Live At Lowlands 2007"

## Twórcy
- Floor Jansen – wokal
- Sander Gommans – gitara, growl
- Bas Maas – gitara
- Luuk van Gerven – gitara basowa
- Joost van den Broek – keyboard
- Andre Borgman – perkusja